# Le Singe (nouvelle)
Le Singe (titre original : The Monkey) est une nouvelle de Stephen King parue en 1985 dans le recueil de nouvelles Brume mais ayant été publiée pour la première fois en 1980 dans le magazine Gallery.

## Résumé

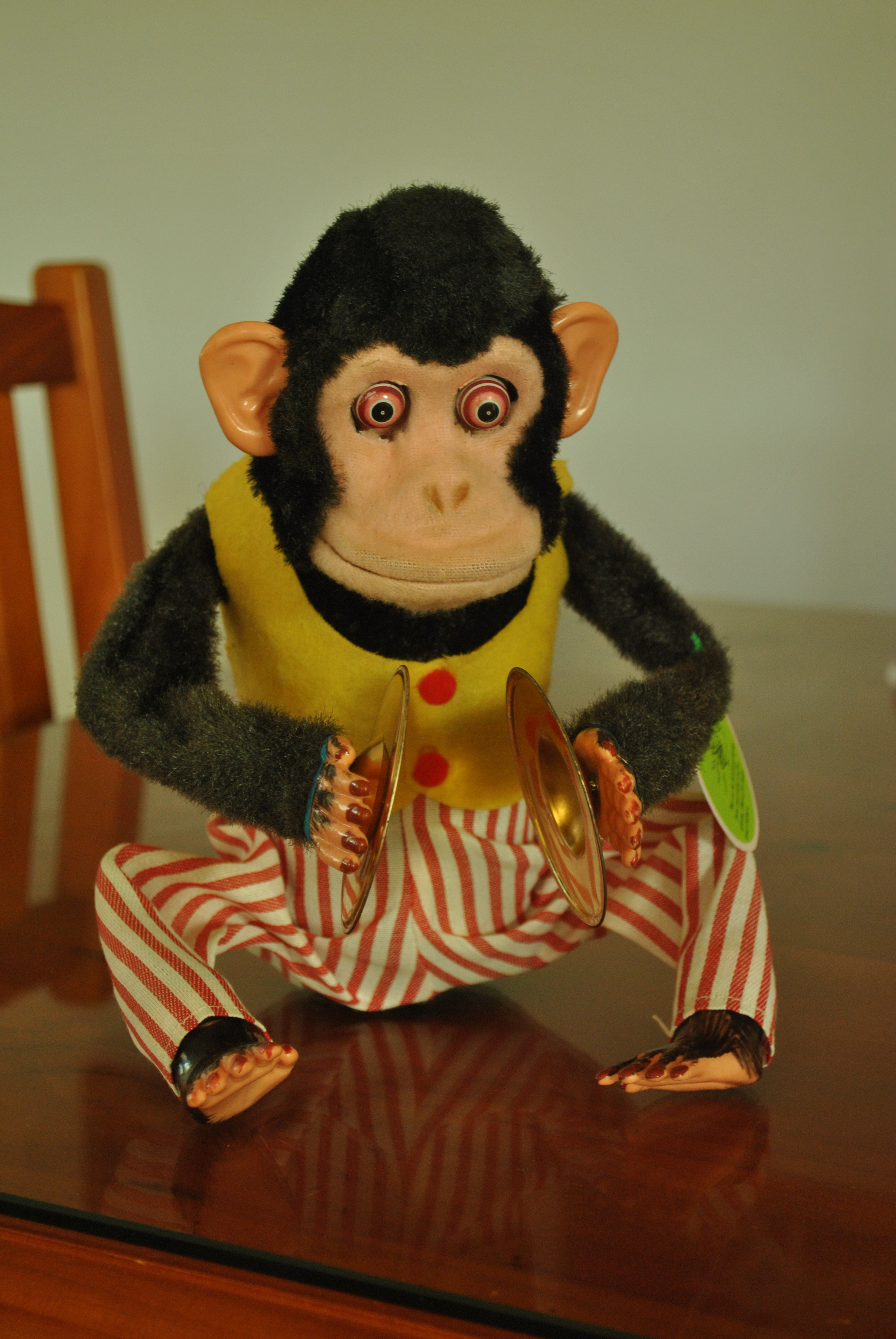
Un singe mécanique semblable à celui de la nouvelle.

Dennis et Petey, les deux fils de Hal Shelburn, trouvent un jouet mécanique, un singe frappant des cymbales, dans le grenier de la maison où Hal a passé son enfance. Hal reconnaît le jouet car ce singe l'a terrifié pendant des années quand lui-même était un enfant. À chaque fois que le jouet, en apparence cassé, jouait des cymbales, quelqu'un de l'entourage de Hal mourait : sa nourrice, un ami de son frère, sa mère, son meilleur ami ; et le singe réapparaissait comme par enchantement malgré toutes les tentatives de Hal pour s'en défaire.
Hal décide de se débarrasser définitivement du singe en le jetant au fond d'un lac, ou vivait une dame au nom de... 

## Genèse
Stephen King a écrit cette nouvelle dans une chambre d'hôtel de New York après avoir vu des singes mécaniques, vendus dans la rue par un marchand ambulant, dont l'aspect lui avait paru effrayant. Plusieurs détails de l'histoire ont été suggérés à King par sa propre enfance, et l'écrivain s'est par ailleurs inspiré bien plus tard d'éléments de sa propre nouvelle pour écrire le scénario de l’épisode de X-Files intitulé La Poupée (1998).

## Thèmes
Stephen King utilise un jouet censé être inoffensif pour le transformer en « instrument d'épouvante et de mort », l'intérêt de l'histoire reposant sur sa construction par « flashbacks successifs » et « l'interaction constante entre le présent et le passé ». Le singe en lui-même est un « condensé de toutes les phobies » par son apparence, le bruit angoissant de ses cymbales et sa capacité à se transporter à volonté d'un endroit à l'autre. L'écrivain aborde également les relations père-fils et c'est seulement grâce aux croyances encore intactes dans le surnaturel de son fils cadet que le père trouve la force nécessaire d'accepter le retour du singe et de s'en débarrasser.

## Adaptations
Le film Le Singe du diable (The Devil's Gift), réalisé par Kenneth J. Berton et sorti en 1984, s'inspire directement de la nouvelle en mettant en vedette un singe mécanique qui provoque la mort d'un être vivant à chaque fois qu'il frappe des cymbales. Le nom de Stephen King n'est toutefois pas cité au générique, ce qui fait du film plus un « plagiat manifeste » qu'une véritable adaptation,.
Une adaptation officielle, The Monkey, sort en 2025.